# Сидоров, Константин Григорьевич
Константин Григорьевич Сидоров (1884 — 1939) — член ЦКК ВКП(б) ответственный секретарь Партийной комиссии ВКП(б) при Политическом управлении РККА, корпусной комиссар (1935).

## Биография
Родился русской семье служащего полиции. Окончил церковно-приходскую школу и три класса городского училища. С пятнадцати лет стал самостоятельно трудиться — учеником токаря и слесаря в кустарных мастерских в деревне Куницыно Владимирской губернии с 1898 по 1900, учеником слесаря и слесарем механического завода в селе Кохма той же губернии с 1900 по 1907. С 1901 участвовал в работе революционных кружков, член РСДРП с 1903, в том же году был арестован, но вскоре отпущен под надзор полиции. Во время революции 1905 являлся одним из организаторов группы большевиков в селе Кохма Шуйского уезда. Входил в состав боевой дружины, занимался вопросами обеспечения оружием. В конце 1907 был арестован и осуждён на два года ссылки, которую отбывал в Вологодской и Костромской губерниях. После возвращения из ссылки стал работать электриком на фабрике в Шуе, однако по настоянию полиции был вскоре уволен. Затем работал в Кохме смазчиком, в Шуе машинистом дизеля, заместителем председателя больничной страховой кассы фабрики Небручилова. После Февральской революции в 1917 избран председателем фабричного комитета фабрики Небручилова с февраля 1917 по март 1918. Занимался агитацией в рабочих коллективах Шуи и расквартированных там двух пехотных полках, под влиянием этой агитации полки отказались выступить на фронт Империалистической войны. Избран в состав Шуйского Совета.
В Красной армии с 1918, участник Гражданской войны, с марта по ноябрь 1918 военком Шуйского уезда, Ярославского губернского военного комиссариата по июнь 1919. Заместитель начальника управления формирований Восточного фронта с июня по август 1919, военком отдельной бригады того же фронта по октябрь 1919, военком Киргизского краевого военного комиссариата по апрель 1920. Комендант Актюбинского укрепленного района по июль 1920, военком отдельной Интернациональной бригады по сентябрь 1920, военком 3-го конного корпуса и заместитель члена РВС 4-й армии с сентября 1920. С июня 1922 военком 1-го конного корпуса червонного казачества. С июля 1923 военком 2-го стрелкового корпуса.
В 1924—1925 слушатель Курсов высшего политического состава при Военно-политической академии имени Н. Г. Толмачёва. С сентября 1925 член Революционного военного совета и начальник политического управления Приволжского военного округа. В августе 1927 зачислен в резерв РККА и откомандирован на курсы марксизма-ленинизма при Коммунистической академии. После окончания курсов возвращён в августе 1929 в кадры РККА и назначен ответственным секретарём конфликтной комиссии Политического управления РККА. Затем до сентября 1937 ответственный секретарь партийной комиссии Политического управления РККА. С сентября 1937 член Военного совета Северо-Кавказского военного округа. Также член Центральной контрольной комиссии ВКП(б).
С декабря 1937 в распоряжении Управления по командно-начальствующему составу РККА. В январе 1938 по политическому недоверию уволен в запас. Арестован 25 мая 1938. Военной коллегией Верховного суда СССР 25 сентября 1939 по обвинению в участии в военном заговоре приговорён к расстрелу. Приговор приведен в день вынесения обвинительного приговора, похоронен на территории Донского кладбища. Определением Военной коллегии Верховного суда СССР от 25 июня 1955 посмертно реабилитирован.